# تپه آلقیر
تپه آلقیر مربوط به سده‌های میانه دوران‌های تاریخی پس از اسلام است و در شهرستان اردبیل، بخش مرکزی، دهستان بالغلو، روستای آلقیر واقع شده و این اثر در تاریخ ۱۸ اسفند ۱۳۸۷ با شمارهٔ ثبت ۲۴۹۶۵ به‌عنوان یکی از آثار ملی ایران به ثبت رسیده است.